# Hrabstwo Cochran

Piramida wieku hrabstwa

Hrabstwo Cochran – hrabstwo położone w USA, w zachodniej części stanu Teksas, na południu Wysokich Równin (High Plains). Większość mieszkańców (60%) to Latynosi. Siedzibą władz hrabstwa jest miasteczko Morton. Do innych miejscowości należą: Whiteface i Bledsoe.
Hrabstwo utworzono w 1876 roku poprzez wydzielenie obszaru z terytorium Younga, jednak przez wiele lat podlegało przemianom a ostateczny kształt uzyskało dopiero w 1931 r. Nazwa hrabstwa pochodzi od nazwiska Roberta Corhana, artylerzysty poległego w bitwie o Alamo. 

## Sąsiednie hrabstwa
- Hrabstwo Bailey (północ)
- Hrabstwo Hockley (wschód)
- Hrabstwo Yoakum (południe)
- Hrabstwo Lea, Nowy Meksyk (południowy zachód)
- Hrabstwo Roosevelt, Nowy Meksyk (północny zachód)

## Gospodarka
67% areału gospodarstw zajmują uprawy i 30% to pastwiska.
- produkcja siana (19. miejsce w stanie – 2022)[5]
- uprawa bawełny (20. miejsce), orzeszków ziemnych, sorgo, pszenicy i kukurydzy[5]
- wydobycie ropy naftowej i (w niewielkim stopniu) gazu ziemnego[6].